# Synetocephalus
Synetocephalus is een geslacht van kevers uit de familie bladkevers (Chrysomelidae).
De wetenschappelijke naam van het geslacht werd in 1910 gepubliceerd door Henry Clinton Fall.

## Soorten
- Synetocephalus adenostomatus (White, 1942)
- Synetocephalus atricornis (Fall, 1910)
- Synetocephalus atricornis (Fall, 1910)
- Synetocephalus autumanlis (Fall, 1910)
- Synetocephalus bivittatus (Leconte, 1859)
- Synetocephalus crassicornis (Fall, 1910)
- Synetocephalus curvatus (Fall, 1910)
- Synetocephalus diegensis (Blake, 1942)
- Synetocephalus monorhabdus (Blake, 1942)
- Synetocephalus vandykei (Blake, 1942)